# Gerande marmeruil
De gerande marmeruil (Polia hepatica) is een nachtvlinder uit de familie van de uilen (Noctuidae). De wetenschappelijke naam van deze soort is voor het eerst geldig gepubliceerd door Carl Alexander Clerck in 1759.

## Beschrijving
De voorvleugellengte bedraagt tussen de 21 en 25 millimeter. De grondkleur van de voorvleugels is gemarmerd grijs. Opvallend is de glans over de vleugel en verder de op drie plaatsen zeer donkere afzetting langs de buitenste dwarslijn.
De rups is roodbruin en wordt 47 tot 52 millimeter lang.

## Levenscyclus
De rups van de gerande marmeruil is te vinden van augustus tot mei. Als waardplanten worden voor de overwintering kruidachtige planten gebruikt, daarna ook struiken en loofbomen. De vlinder kent één generatie die vliegt van halverwege mei tot halverwege juli. 

## Voorkomen
De soort komt verspreid voor van Centraal- en Noord-Europa tot het gebied van de Amoer. De gerande marmeruil is in Nederland een zeldzame en in België een zeer zeldzame soort.